# نیل دوهرتی (بازیکن فوتبال)
نیل دوهرتی (انگلیسی: Neil Doherty؛ زادهٔ ۲۱ فوریهٔ ۱۹۶۹) بازیکن فوتبال اهل بریتانیا است.
از باشگاه‌هایی که در آن بازی کرده‌است می‌توان به باشگاه فوتبال کیدرمینستر هاریرس، باشگاه فوتبال بارو، باشگاه فوتبال نورث‌همپتون تاون، و باشگاه فوتبال بیرمنگام سیتی اشاره کرد.